# Magomedrasul Majidov
Magomedrasul Majidov (n. 27 septembrie 1986, Urkhuchimakhi⁠(d), RSFS Rusă, URSS) este un boxer ce a reprezentat Azerbaidjan, medaliat olimpic. A participat la două ediții ale Jocurilor Olimpice (2012, 2016) în care a câștigat o medalie de bronz.

## Participări
Lista de mai jos prezintă principalele competiții la care a participat Magomedrasul Majidov de-a lungul carierei.
- boxing at the 2012 Summer Olympics – men's super heavyweight[*]